# Stabilimento Stellantis di Tychy
Lo stabilimento Stellantis di Tychy è una fabbrica che produce automobili a Tychy, attualmente gestita da Stellantis.

## Storia
Nato nel 1975 come parte della F.S.M. (Fabryka Samochodów Małolitrażowych), lo stabilimento è stato acquisito da Fiat nel 1992, dando vita a Fiat Auto Poland (poi FCA Poland). Nel 2021, a seguito alla fusione tra FCA e il Gruppo PSA, è diventato parte integrante di Stellantis.
La produzione è iniziata nel 1975 con la Fiat 126 a cui si è aggiunta nel 1991 la Fiat Cinquecento. Nel 1994, la fabbrica ha iniziato a produrre la Fiat Uno, che è stata successivamente sostituita da Fiat Siena, Palio e Palio Weekend, consolidando la posizione di Tychy come uno degli impianti chiave per il gruppo Fiat in Europa.
Nel 1998, la fabbrica ha ampliato la sua gamma con Fiat Bravo, Fiat Brava, e Fiat Marea. L'introduzione del Fiat Seicento nel 1998 ha segnato un altro capitolo importante per la fabbrica, che ha visto la produzione del modello raggiungere un totale di 1.164.478 unità, con una forte componente di esportazioni. La Fiat 126, che aveva debuttato negli anni '70, è stata prodotta fino al 2000, con l'ultima versione chiamata "Maluch Happy End".
Nel 2007, con il lancio della nuova Fiat 500, lo stabilimento ha subito un'importante modernizzazione, con l'installazione di 384 robot per il processo di saldatura e una notevole automazione della produzione. Il successo della piccola utilitaria ha portato la fabbrica ad incrementare la sua capacità produttiva fino a 750 unità al giorno, raggiungendo un totale di 195.637 Fiat 500 nel 2008. Grazie a questi sviluppi, nel 2007 lo stabilimento di Tychy è entrato a far parte del prestigioso gruppo delle aziende World Class Manufacturing, riconoscendo l'adozione delle migliori pratiche globali nella gestione della produzione.
Nel 2009 lo stabilimento ha raggiunto il suo record produttivo, con oltre 606.000 veicoli realizzati in un solo anno, diventando il più grande impianto Fiat d’Europa e il secondo al mondo dopo quello di Betim, in Brasile. Le vetture prodotte a Tychy vengono esportate in più di 68 Paesi, tra cui anche mercati altamente competitivi come il Giappone.
Nel 2022, Stellantis ha investito oltre 755 milioni di zloty (circa 204 milioni di euro) per riconvertire lo stabilimento e rafforzarne il ruolo nella transizione verso la mobilità elettrica. Questo investimento ha dato il via alla produzione di nuovi modelli ibridi ed elettrici dei marchi Jeep, Fiat e Alfa Romeo.
Nel 2024 inizia la produzione della Leapmotor T03 con l'utilizzo di kit d'assemblaggio (CKD) provenienti dalla Cina.

## Automobili prodotte

### Auto in produzione
| Foto | Marca      | Modello | Inizio produzione |
| ---- | ---------- | ------- | ----------------- |
|      | Jeep       | Avenger | 2022              |
|      | Fiat       | 600     | 2023              |
|      | Alfa Romeo | Junior  | 2024              |
|      | Leapmotor  | T03     | 2024              |

### Auto fuori produzione
| Foto | Marca  | Modello       | Inizio produzione | Fine produzione | Note             |
| ---- | ------ | ------------- | ----------------- | --------------- | ---------------- |
|      | Fiat   | 126           | 1975              | 2000            |                  |
|      | Fiat   | Cinquecento   | 1991              | 1999            |                  |
|      | Fiat   | Punto         | 1995              | 2000            | Assemblaggio CKD |
|      | Fiat   | Ducato        | 1995              | 2000            | Assemblaggio CKD |
|      | Fiat   | Uno           | 1995              | 2001            |                  |
|      | Fiat   | Siena         | 1997              | 2001            |                  |
|      | Fiat   | Seicento      | 1997              | 2005            |                  |
|      | Fiat   | Brava         | 1998              | 2000            | Assemblaggio CKD |
|      | Fiat   | Bravo         | 1998              | 2000            | Assemblaggio CKD |
|      | Fiat   | Marea         | 1998              | 2000            | Assemblaggio CKD |
|      | Fiat   | Palio Weekend | 1998              | 2004            |                  |
|      | Fiat   | Panda         | 2003              | 2012            |                  |
|      | Fiat   | 600           | 2005              | 2010            |                  |
|      | Ford   | Ka            | 2008              | 2016            |                  |
|      | Fiat   | 500           | 2007              | 2024            |                  |
|      | Abarth | 500           | 2008              | 2024            |                  |
|      | Lancia | Ypsilon       | 2011              | 2024            |                  |